# Konrad Reither

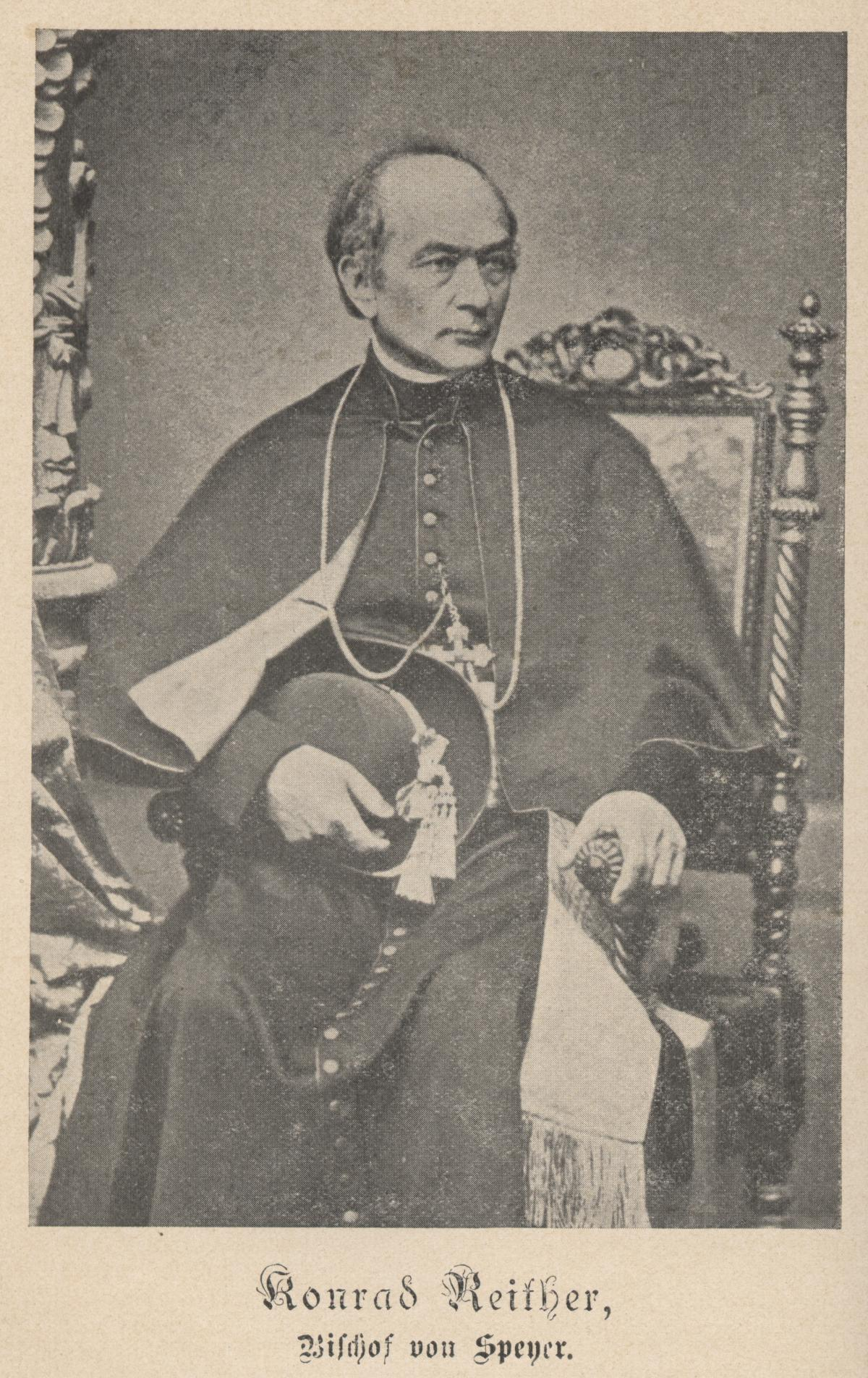
Bischof Konrad Reither 1870

Konrad Reither (* 26. April 1814 in Göcklingen; † 4. April 1871 in Speyer) war Priester der Diözese Speyer, Geistlicher Rat, Inspektor (Leiter) des katholischen Schullehrerseminars Speyer und schließlich von 1870 bis 1871 Bischof von Speyer.

## Leben

### Herkunft, Jugend und priesterliches Wirken
Konrad Reither wurde am 26. April 1814 als Sohn des wohlhabenden Gutsbesitzers Peter Reither und dessen Frau Jakobine geb. Haffner in Göcklingen geboren. Er besuchte das Gymnasium in Speyer und ab 1832 das Lyzeum in Aschaffenburg. Nach dem Abitur (1834) studierte er Theologie in Würzburg und ab 1835 in München. 1837 trat er in das Priesterseminar in Speyer ein. Konrad Reither erhielt am 31. Dezember 1838 von Bischof Johannes von Geissel die Priesterweihe der ihn noch am selben Tag zum Kaplan in Deidesheim bestimmte.
Bei der Eröffnung des neuen katholischen Schullehrerseminars in Speyer, wurde Konrad Reither am 4. November 1839 dort Präfekt unter dem bewährten und umsichtigen Inspektor Peter Köstler. Als Präfekt hatte er den Leiter zu unterstützen und es oblag ihm neben dem regulären Unterricht auch ein Großteil der Aufsicht im Internat. Seine hervorragenden Kenntnisse in Mathematik, Naturlehre und Geschichte, sowie sein beachtliches musikalisches Können waren nicht zuletzt dafür bestimmend, dass er an das Lehrerseminar berufen wurde. Peter Köstler und sein Präfekt Konrad Reither bauten gemeinsam, unter großen Schwierigkeiten und Mühen, das Schullehrerseminar auf. Inspektor Köstler schied am 14. August 1845 aus seinem Amt aus und avancierte zum Regens des Priesterseminars und zum Leiter des bischöflichen Knabenkonviktes. Konrad Reither folgte ihm im Amt des Inspektors (Leiters) des katholischen Schullehrerseminars Speyer nach.

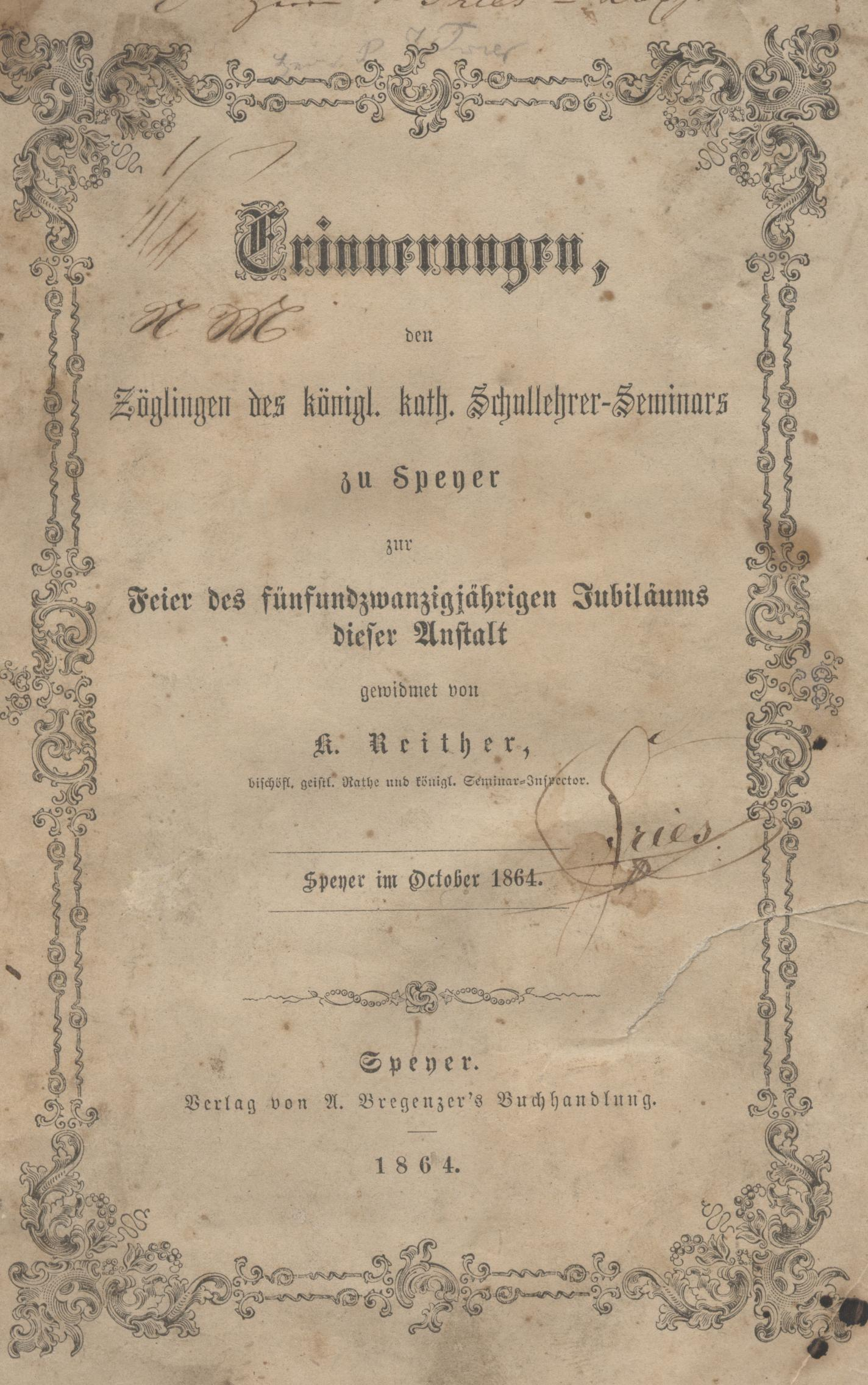
Von Konrad Reither als Leiter des Lehrerseminars verfasste Festschrift, 1864

Wegen seiner musikalischen Fähigkeiten ernannte ihn Bischof Nikolaus von Weis auch zum Domchordirektor, in welchem Amt er zusammen mit dem Domkapellmeister Johann Baptist Benz Großartiges leistete. 1858 wurde er Geistlicher Rat. Die Pfälzische Zeitung Nr. 96 von 1914 konstatiert über Reithers Wirken an der Lehrerbildungsanstalt:

„Reithers Tätigkeit am Lehrerseminar war eine reichgesegnete. Gründliche wissenschaftliche Bildung, hervorragendes Lehrgeschick, geistige Regsamkeit und nie erlahmender Eifer machten ihn zum vorzüglichen Lehrer der zukünftigen Lehrer. Hoher idealer Sinn, strenge Lebensauffassung, tiefernste Religiosität, verbunden mit edler Herzensgüte und Milde, vorbildliches Leben überhaupt und seine imponierende, stets freundliche Erscheinung stempelten ihn zum Erzieher im besten Sinne des Wortes. Was ihn speziell zum Vorstand eines Lehrerseminars befähigte, war sein Kunstsinn, sein Kunstverständnis und besonders seine musikalische Ausbildung. Er beherrschte den Kontrapunkt und war ein vorzüglicher Klavier- Orgel- und Cellospieler.“

Reither verfasste als Inspektor des Schullehrerseminars 1864 eine umfangreiche Festschrift zu deren 25-jährigen Bestehen. Er war ein begeisterter Naturkundler und zusammen mit Domkapitular Bruno Würschmitt auch in der Pollichia tätig. Reither nahm regen Anteil an der Ausmalung des Speyerer Domes durch Johann Baptist Schraudolph, er freundete sich mit ihm an und führte dem Maler auch die Korrespondenz mit König Ludwig I. und seinem Sohn Maximilian II. Schraudolphs Tochter heiratete später in Göcklingen einen Neffen von Bischof Reither.

### Bischof von Speyer

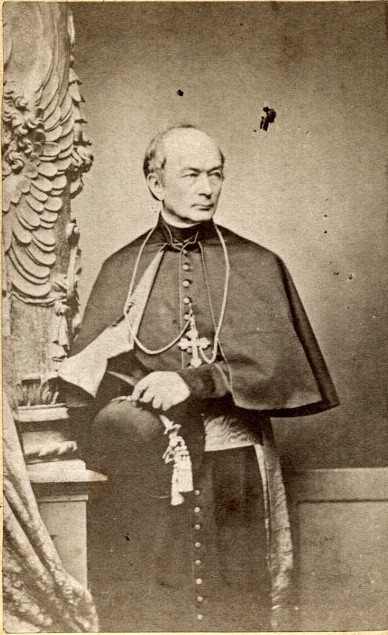
Bischof Konrad Reither

Die Tätigkeit Konrad Reithers am Lehrerseminar endete mit dem 29. April 1870. An diesem Tage wurde er von König Ludwig II. zum Bischof von Speyer bestellt, was jedoch weder seinen eigenen, noch den Wünschen der Mitarbeiter entsprach. Aus Gehorsam gegenüber seinem König und zum Wohle der Kirche nahm Reither das Amt trotzdem an. Er war zu dieser Zeit – ohne es recht zu wissen – aber schon unheilbar krebskrank.
Am 23. August leistete der Geistliche in München, vor König Ludwig II. den gemäß Artikel XV des bayerischen Konkordates vorgeschriebenen Eid. Hierbei wohnte er im Hause seines alten Freundes, des Dommalers Johann Baptist Schraudolph. Am 30. August kehrte Reither in die Pfalz zurück und begab sich am 8. September nach Königsbach, zu seinem Freunde Pfarrer Emanuel Berwig, um sich in der Stille des Winzerdorfes auf die Bischofsweihe vorzubereiten.
Am 14. September fuhr der neu ernannte Bischof mit Domkapitular Hällmeyer und Domvikar Schwartz erneut nach München und erhielt am 18. September vom Münchner Erzbischof Gregor von Scherr die Bischofsweihe. Mitkonsekratoren waren die Bischöfe Franz Leopold von Leonrod aus Eichstätt und Ignatius von Senestrey aus Regensburg. Die Predigt hielt der berühmte Domprediger Georg Ehrler, wenige Jahre später selbst zum Speyerer Oberhirten berufen, über das Thema: „Was ist der Bischof in der katholischen Kirche?“
Bereits bei den Aufenthalten in München gab das blasse Aussehen des neuen Bischofs Anlass zu Besorgnis. Am 28. September 1870 fand die feierliche Inthronisation im Dom zu Speyer statt. Schon bald danach brach die Krankheit akut aus. Bischof Reither litt an Magenkrebs, erduldete nach Aussagen seiner Umgebung furchtbare Schmerzen, konnte kaum noch essen und schlafen. Er zelebrierte im Dom nie als Bischof, lediglich wenige Male in seiner eigenen Hauskapelle. Die einzige Pontifikalhandlung, die er vornahm, war die Einkleidung von Ordenspostulantinnen im Kloster St. Magdalena in Speyer am 11. Oktober 1870. Reither erließ in seiner kurzen Amtszeit jedoch drei Hirtenbriefe; einen zum Amtsantritt, einen, in dem er das gerade erklärte Unfehlbarkeitsdogma begründete und verteidigte, sowie einen kurzen Fastenhirtenbrief vom 10. Februar 1871. Letzteren verfasste er nach eigenen Worten bereits „seit geraumer Zeit an das Schmerzenslager gefesselt“ und merkt darin an, dass er seinen Gläubigen zwar nur „mit wenigen Worten“ schreiben könne, aber für sie „in manch schlafloser Nacht den Segen Gottes erfleht“ habe.
Reither starb am 4. April 1871 in Speyer und wurde am 8. April im Dom begraben. Als Spruch für die Grabplatte, die bei der Domrenovierung 1960 entfernt wurde, wählte man in Erinnerung an seine Tätigkeit als Seminarlehrer, die Inschrift Daniel 12,3 : „Diejenigen welche zur Gerechtigkeit viele unterwiesen, werden strahlen wie Gestirne in ewige Zeiten.“

## Werke
- Die Bilder im Speyerer Dom. 1849.
- Der Kaiserdom und seine Gemälde. 1851 (Komplettscan des Buches)
- Erinnerungen. Festschrift zum 25-jährigen Bestehen des katholischen Schullehrerseminars Speyer, 1864 (Komplettscan des Buches)